# Massimo Margiotta
Massimo Margiotta (ur. 27 lipca 1977 w Maracaibo) – piłkarz włoski wenezuelskiego pochodzenia, występujący na pozycji napastnika.

## Kariera klubowa
Margiotta jako dziecko wyjechał z rodzicami do Włoch i tam też stawiał pierwsze piłkarskie kroki, a konkretnie w klubie Delfino Pescara 1936. Przez 3 lata gry w seniorskiej kadrze występował sporadycznie i zdecydował się na transfer do Serie C. W Cosenzie grał tylko przez jeden sezon, ponieważ, zdobywając 19 goli zwrócił na siebie uwagę mocniejszych klubów, i mimo że Cosenza awansowała do Serie B Margiotta, podpisał kontrakt z Lecce.
Na drugim szczeblu rozgrywek również grał tylko przez rok, gdyż zarówno w Lecce, jak i w Reggianie zaprezentował wysoką skuteczność łącznie, trafiając do siatki 17 razy.
Został sprowadzony do Udinese Calcio, gdzie zadebiutował 19 września 1999 roku w wysoko przegranym spotkaniu z Juventusem. Pobyt w Udinese Calcio nie był dla Margiotty specjalnie udany, gdyż rozegrał w lidze tylko 35 spotkań głównie, wchodząc z ławki rezerwowych, jednak w europejskich rozgrywkach spisywał się przyzwoicie. Zdobył 2 gole w spotkaniach z Bayerem 04 Leverkusen, oraz 1, grając przeciwko Sigmie Ołomuniec w Pucharze Intertoto. Kolejnym jego klubem była Vicenza, gdzie zdołał odbudować swoją strzelecką formę, zdobywając w sezonie 2002/2003 11 goli w 32 występach. Niezłe występy pozwoliły mu na powrót do Serie A i wypożyczenie do Perugii Calcio, jednak znowu nie poradził sobie w najwyższej klasie rozgrywkowej i po 6 miesiącach powrócił do macierzystego klubu. W rundzie wiosennej sezonu 2003/2004 znów udowowodnił swą wartość, trafiając do siatki dziesięciokrotnie w 17 spotkaniach, i mając duży udział w zajęciu przez Vicenzę 13 miejsca w tabeli.
Był wypożyczony do Piacenzy, a następnie do Frosinone Calcio, jednak ani w jednym, ani w drugim klubie nie trafiał zbyt często do siatki i postanowił po raz kolejny wrócić do Vicenzy, gdzie gra do dziś.

## Mecze w kadrze
| Występy w reprezentacji Wenezueli | Występy w reprezentacji Wenezueli | Występy w reprezentacji Wenezueli | Występy w reprezentacji Wenezueli | Występy w reprezentacji Wenezueli |
| Data                              | Miasto                            | Przeciwnik                        | Wynik                             | Zdobyte bramki                    |
| --------------------------------- | --------------------------------- | --------------------------------- | --------------------------------- | --------------------------------- |
| 18 lutego 2004                    | Caracas                           | Australia                         | 1:1                               |                                   |
| 28 kwietnia 2004                  | Kingston                          | Jamajka                           | 2:1                               |                                   |
| 1 czerwca 2004                    | San Cristóbal                     | Chile                             | 0:1                               |                                   |
| 6 czerwca 2004                    | Lima                              | Peru                              | 0:0                               |                                   |
| 6 lipca 2004                      | Lima                              | Kolumbia                          | 1:0                               |                                   |
| 9 lipca 2004                      | Lima                              | Peru                              | 3:1                               | na 1:0                            |
| 12 lipca 2004                     | Trujillo                          | Peru                              | 1:1                               |                                   |
| 18 sierpnia 2004                  | Las Palmas                        | Hiszpania                         | 3:2                               |                                   |
| 9 października 2004               | Maracaibo                         | Brazylia                          | 2:1                               |                                   |
| 9 lutego 2005                     | Maracaibo                         | Estonia                           | 1:0                               | na 1:0                            |
| 26 marca 2005                     | Maracaibo                         | Kolumbia                          | 0:0                               |                                   |